# Tranviks naturreservat
Tranviks naturreservat är ett naturreservat i Norrtälje kommun i Stockholms län.
Området är naturskyddat sedan 1978 och är 370 hektar stort. Reservatet omfattar ett område vid havet och några öar i havet. Reservatet består av odlad mark, betesmark, ädellövskog, barrskog, gran- och tallskog med inslag av lövträd.